# Brotula
Brotula ist eine Gattung von Meeresfischen aus der Ordnung der Eingeweidefischartigen (Ophidiiformes). Sie kommt weltweit in tropischen und subtropischen Ozeanen vor.

## Merkmale
Brotula unterscheidet sich durch die jeweils drei Bartelpaare an Schnauze und Unterkiefer von allen anderen Bartmännchen. Die Fische sind langgestreckt und erreichen Maximallängen von 15 bis 115 cm. Ihr Körper ist vollständig mit kleinen Rundschuppen bedeckt. Die Anzahl der Branchiostegalstrahlen liegt bei acht. Die schmalen, kehlständigen Bauchflossen werden von lediglich zwei Flossenstrahlen gestützt. Auf dem ersten Kiemenbogen finden sich vier funktionsfähige Kiemenreusenstrahlen oder weniger. Die mittlere Zahnplatte auf der Basibranchiale (Knochen an der Basis des Kiemenbogens) fehlt.

## Lebensweise
Ausgewachsenen Brotulas leben benthopelagisch bis in Tiefen von 650 Metern. Jungfische werden häufig in Riffen beobachtet. Kleinere, silbrige Jungfische auch epipelagisch in der offenen See.

## Arten
Es gibt sechs Arten:
- Brotula barbata (Linnaeus, 1758) (Typusart).
- Brotula clarkae Hubbs, 1944.
- Brotula flaviviridis Greenfield, 2005.
- Brotula multibarbata Temminck & Schlegel, 1846.
- Brotula ordwayi Hildebrand & Barton, 1949.
- Brotula townsendi Fowler, 1900.